# ハンニバル (テレビドラマ)
『ハンニバル』（原題：Hannibal）はトマス・ハリスの小説『レッド・ドラゴン』を原作にしたアメリカのテレビドラマ。
ジャンルはサイコスリラー、サイコホラー、犯罪ドラマ。シーズン1・全13話（アメリカでは第4話が未放送のため全12話）、シーズン2・全13話、シーズン3・全13話。シーズン3をもって終了することが発表された。

## 概要
アンソニー・ホプキンスが演じたことで有名な悪役、ハンニバル・レクター博士の壮年期を北欧出身のマッツ・ミケルセンが演じた。
基本的に毎エピソード新たな猟奇殺人犯が登場し、彼らとFBIの攻防のなかで、同じく猟奇殺人犯であり精神科医のレクター博士が事件の助言を通じて関わっていく、というストーリー展開は原作や映画版と同じく一貫している。ただし、レクターが実は殺人鬼であるということをその他登場人物が知らない時点から物語が始まるのが、本作の大きな特徴である。また原作や映画版とは異なり一連の物語の時系列は2013年時点の現代に置き換えられている。例えば、リトアニアの貴族であるレクターが、両親や妹を失った惨劇は、第二次世界大戦ではなく、その後、ソ連に併合された混乱期が原因とされている。さらに、オリジナルストーリーから原作へと繋がっていく構造になっている。
本作では美食家の一面を持つレクターのエレガントな料理シーンが大きくフィーチャーされた（ただしその多くは人肉料理である）。原作や映画版と同様あるいはそれ以上に残虐描写が多く含まれており、日本ではR-15＋相当のレイティングとなっている。
当初は7シーズン構想だったが、シーズン3で終了してしまったのは、視聴率の低下などによるものから（違法ダウンロードが原因との主張もある）。一方で、本作は現在でもマッツ・ミケルセンの代表作とされており、続編の制作を模索する声が度々聞かれるなど、根強い人気を誇っていることも事実である。

## ストーリー

### シーズン1
ウィル・グレアムは、自閉症スペクトラムの一種として、あらゆる犯人に共感し、その動機や犯行当時の感情を再現できる「純粋な共感」という能力を持っていた。目指していたFBIの捜査官の職は、適性試験で不適格となったが、その能力を活かし、FBIアカデミーの講師となった。
FBI行動分析課長ジャック・クロフォードは、ミネソタ州で発生した若い女性ばかりを狙う連続殺人事件の捜査のため、ウィルの特殊な能力に着目する。ウィルの友人であり、彼の精神状態を危惧するFBI顧問のアラーナ・ブルームはこの起用に反対する。クロフォードは、アラーナを納得させるべく、彼女が師事した高名な精神科医であるハンニバル・レクターにウィルの精神鑑定を依頼し、ウィルを捜査に加える。
しかしレクターは、実は「チェサピークの斬り裂き魔」の異名を取る連続殺人鬼だった。表向き完璧な紳士であるレクターは、クロフォードの信頼を勝ち得、ウィルと共に各地で猟奇殺人犯が引き起こす事件の捜査を始めた。
捜査の過程で初めて犯人を射殺し、殺人に快感を覚えた自分に驚愕するウィル。特殊な能力ゆえに常に孤独なウィルに、同類として親近感を抱くレクター。だが、友情を感じてもレクターの冷徹さは揺るがない。レクターこそ殺人鬼だと見抜いたウィルは、偽の証拠で逮捕され、「斬り裂き魔」として犯罪者用の精神病院に収監された。

### シーズン2
檻の中から、レクターこそ「斬り裂き魔」だと訴え続けるウィル。だが、周囲は誰も彼の言葉を信じない。弁護士は精神病による無罪を主張し、ウィルの裁判が開始された。ところが檻の外で、「斬り裂き魔」事件が立て続けに起こった。無実が証明され、釈放されるウィル。レクターは、自分に殺意を抱くウィルを、あえて救い出したのだ。
レクターが「斬り裂き魔」だと周囲を納得させることを諦めるウィル。レクターは、ウィルが自分を殺したがっていることを承知で、相棒として猟奇事件の捜査を続けた。かつて自分の患者だったラウンズが、殺人鬼と化したことを知るレクター。ラウンズはレクターに操られ、ウィルを襲撃した。ラウンズを殺し、レクターと同様に、追悼の気持ちで遺体を晒すウィル。自分と同化しつつあるウィルに、共に逃亡しようと提案するレクター。レクターと逃げたい気持ちと、逮捕したい気持ちの狭間で葛藤するウィル。

### シーズン3
高慢で残忍な資産家であるメイスン・ヴァージャーはレクターに操られ、自らの顔を犬に食わせた。復讐に燃えるメイスンを撃退するレクター。ウィルとの絆を保つ為に、あえてFBIに投降したレクターは、精神病院に収監された。3年後、子持ちの未亡人と結婚し、穏やかに暮らすウィル。だが、レッド・ドラゴンと名乗る殺人鬼が惨殺事件を起こし始めた。事件解決の為にレクターと面会し、助言を求めるウィル。
実はレッド・ドラゴンは、レクターの熱烈な崇拝者だった。レクターを殺すことで、至高の存在に至ると信じるドラゴン。ドラゴンを逮捕する餌として、ウィルとFBIはレクターの移送を開始した。あくまで偽装でレクターの脱獄を演出し、ドラゴンを誘き寄せる計画だったが、逃亡に成功するレクター。襲撃して来たドラゴンをレクターと共に殺すウィル。殺人によって精神の同化を果たしたウィルとレクターは、共に暗い海に姿を消した。

## キャスト
| 役名                         | 俳優                                                            | 吹替       | 説明                                      |
| ---------------------------- | --------------------------------------------------------------- | ---------- | ----------------------------------------- |
| ウィル・グレアム             | ヒュー・ダンシー                                                | 浪川大輔   | 犯罪プロファイラー                        |
| ハンニバル・レクター         | マッツ・ミケルセン                                              | 井上和彦   | 精神科医                                  |
| ジャック・クロフォード       | ローレンス・フィッシュバーン                                    | 玄田哲章   | FBI行動科学課のヘッド                     |
| アラーナ・ブルーム           | カロリン・ダヴァーナス                                          | 佐古真弓   | FBIコンサルタント 元心理学教授            |
| ビヴァリー・カッツ           | ヘティエンヌ・パーク                                            | 長尾明希   | FBI行動科学課捜査員                       |
| ジミー・プライス             | スコット・トンプソン                                            | 志賀麻登佳 | FBI行動科学課捜査員                       |
| ブライアン・ゼラー           | アーロン・エイブラムス                                          | 高杉義充   | FBI行動科学課捜査員                       |
| フレディ・ラウンズ           | ララ・ジーン・コロステッキ                                      |            | 新聞記者                                  |
| フレデリック・チルトン医師   | ラウル・エスパーザ                                              | 藤原啓治   | ボルティモア州立病院院長                  |
| ベデリア・デュ・モーリア博士 | ジリアン・アンダーソン                                          | 日野由利加 | 精神科医                                  |
| エイブル・ギデオン博士       | エディー・イザード                                              | 中根徹     | 外科医                                    |
| メイスン・ヴァージャー       | マイケル・ピット（シーズン2） ジョー・アンダーソン（シーズン3） | 前田剛     | 精肉事業経営者                            |
| フランシス・ダラハイド       | リチャード・アーミティッジ                                      | 津田健次郎 | ビデオ加工技師 （連続殺人鬼“噛みつき魔”） |

## サブタイトル
シーズン1では「アペリティフ（食前酒）」、「アミューズ・ブーシュ」「ポタージュ」、「ソルベ」など、フランス料理のコースの名前がサブタイトルになっている。
シーズン2では "Kaiseki"（懐石）、"Sakizuke"（先付け）、"Hassun"（八寸）、"Mukozuke"（向付け）、"Su-zakana"（酢魚）、"Ko- No Mono"（香の物）など、日本料理の懐石の流れがサブタイトルになっている。
シーズン3では"Antipasto"（前菜）、"Primavera"（サラダやパスタなどの主菜）、"Secondo"（魚料理や肉料理などの主菜）など、イタリア料理のコースの流れがサブタイトルになっている。

## 放送
シーズン1は、アメリカNBCで2013年4月4日から6月20日に放送された。日本においてはスター・チャンネルで、2ヵ国語版が2014年2月8日（STAR3、毎週土曜 22:00）から、字幕版が2月11日（STAR1、毎週火曜 21:00）から放送された。
2015年3月14日から2ヵ国版が（毎週土曜 22:00）、字幕版が3月16日から（毎週月曜 23:55）CSのチャンネルAXNでも放送が開始された。
シーズン2は、アメリカNBCで2014年2月28日から5月23日に放送。日本においてはスター・チャンネルで、2ヵ国語版が2015年2月23日（STAR3、毎週水曜 23:00）から、字幕版が2月22日（STAR1、毎週日曜 21:00）から放送された。
AXNでは、2ヵ国語版が2016年2月12日（毎週金曜 23:00）から、字幕版が2月11日（毎週木曜 22:00）から放送中である。
シーズン3は、アメリカNBCで2015年6月4日から放送された。日本においてはスター・チャンネルで、2ヵ国語版が2015年10月23日（STAR3、毎週金曜 22:00）から、字幕版が10月20日（STAR1、毎週火曜 23:00）から放送された。
打ち切り
ドラマ打ち切りの理由の1つに番組の違法ダウンロードがあると報じられた

## エピソード一覧

### シーズン一覧
| シーズン | シーズン | エピソード | 米国での放送日               | 米国での放送日               |
| シーズン | シーズン | エピソード | 初回                         | 最終回                       |
| -------- | -------- | ---------- | ---------------------------- | ---------------------------- |
|          | 1        | 13         | 2013年4月4日                 | 2013年6月20日                |
|          | 2        | 13         | 2014年2月28日                | 2014年5月23日                |
|          | 3        | 13         | 2015年6月4日                 | 2015年8月29日                |
| トータル | トータル | 39         | 2013年4月4日 – 2015年8月29日 | 2013年4月4日 – 2015年8月29日 |

### シーズン1（2013年）
| 通算 | 話数 | タイトル                             | 原題         | 監督                   | 米国放送日    | 視聴者数 （万人） |
| ---- | ---- | ------------------------------------ | ------------ | ---------------------- | ------------- | ----------------- |
| 1    | 1    | Apéritif（アペリティフ）             | Apéritif     | デヴィッド・スレイド   | 2013年4月4日  | 436               |
| 2    | 2    | Amuse-Bouche（アミューズ・ブーシュ） | Amuse-Bouche | Michael Rymer          | 2013年4月11日 | 438               |
| 3    | 3    | Potage（ポタージュ）                 | Potage       | デヴィッド・スレイド   | 2013年4月18日 | 351               |
| 4    | 4    | Œuf（ウフ）                          | Œuf          | Peter Medak            | 未放送        |                   |
| 5    | 5    | Coquilles（コキーユ）                | Coquilles    | ギレルモ・ナヴァロ     | 2013年4月25日 | 240               |
| 6    | 6    | Entrée（アントレ）                   | Entrée       | Michael Rymer          | 2013年5月2日  | 261               |
| 7    | 7    | Sorbet（ソルベ）                     | Sorbet       | ジェームズ・フォーリー | 2013年5月9日  | 262               |
| 8    | 8    | Fromage（フロマージュ）              | Fromage      | ティム・ハンター       | 2013年5月16日 | 246               |
| 9    | 9    | Trou Normand（トゥルー・ノルマン）   | Trou Normand | ギレルモ・ナヴァロ     | 2013年4月23日 | 269               |
| 10   | 10   | Buffet Froid（ビュッフェ・フロワ）   | Buffet Froid | ジョン・ダール         | 2013年5月30日 | 240               |
| 11   | 11   | Rôti（ロティ）                       | Rôti         | ギレルモ・ナヴァロ     | 2013年6月6日  | 236               |
| 12   | 12   | Relevés（ルルヴェ）                  | Relevés      | Michael Rymer          | 2013年6月13日 | 210               |
| 13   | 13   | Savoureux（ザヴルー）                | Savoureux    | デヴィッド・スレイド   | 2013年6月20日 | 198               |

### シーズン2（2014年）
| 通算 | 話数 | タイトル             | 原題       | 監督                   | 米国放送日    | 視聴者数 （万人） |
| ---- | ---- | -------------------- | ---------- | ---------------------- | ------------- | ----------------- |
| 14   | 1    | Kaiseki（懐石）      | Kaiseki    | ティム・ハンター       | 2014年2月28日 | 327               |
| 15   | 2    | Sakizuke（先付）     | Sakizuke   | ティム・ハンター       | 2014年3月7日  | 250               |
| 16   | 3    | Hassun（八寸）       | Hassun     | Peter Medak            | 2014年3月14日 | 247               |
| 17   | 4    | Takiawase（炊合せ）  | Takiawase  | David Semel            | 2014年3月21日 | 269               |
| 18   | 5    | Mukōzuke（向付）     | Mukōzuke   | Michael Rymer          | 2014年3月28日 | 349               |
| 19   | 6    | Futamono（蓋物）     | Futamono   | ティム・ハンター       | 2014年4月4日  | 218               |
| 20   | 7    | Yakimono（焼物）     | Yakimono   | Michael Rymer          | 2014年4月11日 | 225               |
| 21   | 8    | Su-zakana（酢肴）    | Su-zakana  | ヴィンチェンゾ・ナタリ | 2014年4月18日 | 280               |
| 22   | 9    | Shiizakana（強肴）   | Shiizakana | Michael Rymer          | 2014年4月25日 | 245               |
| 23   | 10   | Naka-choko（中猪口） | Naka-choko | ヴィンチェンゾ・ナタリ | 2014年5月2日  | 228               |
| 24   | 11   | Kō No Mono（香の物） | Kō No Mono | デヴィッド・スレイド   | 2014年5月9日  | 195               |
| 25   | 12   | Tome-wan（止め椀）   | Tome-wan   | Michael Rymer          | 2014年5月16日 | 232               |
| 26   | 13   | Mizumono（水物）     | Mizumono   | デヴィッド・スレイド   | 2014年5月23日 | 235               |

### シーズン3（2015年）
| 通算 | 話数 | タイトル                                                           | 原題                                  | 監督                   | 米国放送日    | 視聴者数 （万人） |
| ---- | ---- | ------------------------------------------------------------------ | ------------------------------------- | ---------------------- | ------------- | ----------------- |
| 27   | 1    | Antipasto（アンティパスト）                                        | Antipasto                             | ヴィンチェンゾ・ナタリ | 2015年6月4日  | 257               |
| 28   | 2    | Primavera（プリマヴェーラ）                                        | Primavera                             | ヴィンチェンゾ・ナタリ | 2015年6月11日 | 166               |
| 29   | 3    | Secondo（セコンド）                                                | Secondo                               | ヴィンチェンゾ・ナタリ | 2015年6月18日 | 169               |
| 30   | 4    | Aperitivo（アペリティーヴォ）                                      | Aperitivo                             | Marc Jobst             | 2015年6月25日 | 146               |
| 31   | 5    | Contorno（コントルノ）                                             | Contorno                              | ギレルモ・ナヴァロ     | 2015年7月2日  | 123               |
| 32   | 6    | Dolce（ドルチェ）                                                  | Dolce                                 | ヴィンチェンゾ・ナタリ | 2015年7月9日  | 138               |
| 33   | 7    | Digestivo（ディジェスティーヴォ）                                  | Digestivo                             | Adam Kane              | 2015年7月18日 | 97                |
| 34   | 8    | The Great Red Dragon（レッド・ドラゴン ～序章～）                  | The Great Red Dragon                  | ニール・マーシャル     | 2015年7月25日 | 96                |
| 35   | 9    | And the Woman Clothed with the Sun...（レッド・ドラゴン ～誕生～） | And the Woman Clothed with the Sun... | ジョン・ダール         | 2015年8月1日  | 102               |
| 36   | 10   | And the Woman Clothed in Sun（レッド・ドラゴン ～覚醒～）          | And the Woman Clothed in Sun          | ギレルモ・ナヴァロ     | 2015年8月8日  | 101               |
| 37   | 11   | ...And the Beast from the Sea（レッド・ドラゴン ～葛藤～）         | ...And the Beast from the Sea         | Michael Rymer          | 2015年8月15日 | 103               |
| 38   | 12   | The Number of the Beast Is 666...（レッド・ドラゴン ～暴走～）     | The Number of the Beast Is 666...     | ギレルモ・ナヴァロ     | 2015年8月22日 | 79                |
| 39   | 13   | The Wrath of the Lamb（羊の怒り）                                  | The Wrath of the Lamb                 | Michael Rymer          | 2015年8月29日 | 124               |